# Europacup I 1956/57
Europacup I 1956/57 is de 2de editie van de voetbalcup Europacup I en werd gewonnen door Real Madrid CF in de finale tegen het Italiaanse ACF Fiorentina. Er namen 22 teams deel waaronder 21 kampioenen, Madrid was als titelverdediger rechtstreeks geplaatst.

## Voorronde
| Team #1               | Tot.   | Team #2              | 1ste wed | 2de wed | Playoff |
| --------------------- | ------ | -------------------- | -------- | ------- | ------- |
| Aarhus GF             | 2 - 6  | OGC Nice             | 1 - 1    | 1 - 5   |         |
| FC Porto              | 3 - 5  | Athletic Bilbao      | 1 - 2    | 2 - 3   |         |
| RSC Anderlecht        | 0 - 12 | Manchester United FC | 0 - 2    | 0 - 10  |         |
| Borussia Dortmund     | 5 - 5  | CA Spora Luxembourg  | 4 - 3    | 1 - 2   | 7 - 0   |
| Dinamo Boekarest      | 4 - 3  | Galatasaray          | 3 - 1    | 1 - 2   |         |
| Slovan UNV Bratislava | 4 - 2  | Legia Warschau       | 4 - 0    | 0 - 2   |         |

- Real Madrid, Rapid Wien, Rangers, Honvéd, Rapid JC, Rode Ster, CDNA Sofia, Grasshoppers, Norrköping en Fiorentina waren vrij in de voorronde.

## Eerste ronde
| Team #1               | Tot.   | Team #2                 | 1ste wed | 2de wed | Playoff |
| --------------------- | ------ | ----------------------- | -------- | ------- | ------- |
| Athletic Bilbao       | 6 - 5  | Budapesti Honvéd SE     | 3 - 2    | 3 - 3   |         |
| Manchester United FC  | 3 - 2  | Borussia Dortmund       | 3 - 2    | 0 - 0   |         |
| ACF Fiorentina        | 2 - 1  | IFK Norrköping          | 1 - 0    | 1 - 1   |         |
| Slovan UNV Bratislava | 1 - 2  | Grasshopper-Club Zürich | 1 - 0    | 0 - 2   |         |
| Real Madrid CF        | 5 - 5  | Rapid Wien              | 4 - 2    | 1 - 3   | 2 - 0   |
| Rangers FC            | 3 - 3  | OGC Nice                | 2 - 1    | 1 - 2   | 1 - 3   |
| Rapid JC              | 3 - 6  | Rode Ster Belgrado      | 3 - 4    | 0 - 2   |         |
| CDNA Sofia            | 10 - 4 | Dinamo Boekarest        | 8 - 1    | 2 - 3   |         |

## Kwartfinale
| Team #1            | Tot.  | Team #2                 | 1ste wed | 2de wed |
| ------------------ | ----- | ----------------------- | -------- | ------- |
| Athletic Bilbao    | 5 - 6 | Manchester United FC    | 5 - 3    | 0 - 3   |
| ACF Fiorentina     | 5 - 3 | Grasshopper-Club Zürich | 3 - 1    | 2 - 2   |
| Real Madrid CF     | 6 - 2 | OGC Nice                | 3 - 0    | 3 - 2   |
| Rode Ster Belgrado | 4 - 3 | CDNA Sofia              | 3 - 1    | 1 - 2   |

## Halve finale
| Team #1            | Tot.  | Team #2              | 1ste wed | 2de wed |
| ------------------ | ----- | -------------------- | -------- | ------- |
| Real Madrid CF     | 5 - 3 | Manchester United FC | 3 - 1    | 2 - 2   |
| Rode Ster Belgrado | 0 - 1 | ACF Fiorentina       | 0 - 1    | 0 - 0   |

## Finale
| Team #1        | Res.  | Team #2        |
| -------------- | ----- | -------------- |
| Real Madrid CF | 2 - 0 | ACF Fiorentina |

Estadio Santiago Bernabéu, Madrid
30 mei 1957
Opkomst: 124 000 toeschouwers

Scheidsrechter: Leo Horn (Nederland)

Scorers: 70' Alfredo Di Stéfano 1-0, 76' Francisco Gento 2-0
Real Madrid (trainer José Villalonga):

Juan Alonso, Torres, Marcos Alonso Marquitos, Rafael Lesmes, Miguel Muñoz, José María Zárraga, Raymond Kopa, Enrique Mateos, Alfredo Di Stéfano, Héctor Rial, Francisco Gento

ACF Fiorentina (trainer Bernardini):

Sarti, Magnini, Orzan, Sergio Cervato, Scaramucci, Segato, Julinho Botelho, Gratton, Beppe Virgili, Miguel Montuori, Bizzarri

## Kampioen
| Europacup I – Seizoen 1956/57 |
| ----------------------------- |
| Real Madrid 2de titel         |